# 3000 (عدد)
3000 (ثلاثة آلاف) هو عدد صحيح . يلي العدد 2999 ويسبق العدد 3001 وهو عدد طبيعي.
الثلاثة آلاف الواحدة تساوي ثلاثون مائة.

## في الرياضيات
حسب نظام العد العشري في الرياضيات، يمكن كتابة العدد ثلاثة آلاف على النحو التالي:
- 3,000 — ثلاثة متبوعا بثلاثة أصفار.
- 3 × 103 — ثلاثة في عشرة مرفوعة لأس ثلاثة.

## في التاريخ
- مدة 3000 عام يطلق عليها اسم الألفية الثالثة.